# Mycodiplosis pteridiis
Mycodiplosis pteridiis är en tvåvingeart som beskrevs av Fedotova 2003. Mycodiplosis pteridiis ingår i släktet Mycodiplosis och familjen gallmyggor. Inga underarter finns listade i Catalogue of Life.